# St Germain
St Germain, właśc. Ludovic Navarre (ur. 10 kwietnia 1969 w Saint-Germain-en-Laye) – francuski muzyk.
Jego styl jest opisywany jako kombinacja muzyki house i nu jazz.

## Kariera
Album Navarre'a Boulevard został opublikowany w lipcu 1995 i sprzedany na całym świecie w ponad 350,000 kopiach. Jego amerykański debiut, Tourist, miał miejsce w roku 2000 i osiągnął nakład 300,000 kopii w USA i 4 miliony na świecie. Jego wczesną muzykę cechowały wpływy Boba Marleya, Toots and the Maytals, Milesa Davisa i Kool and the Gang. Początkowo tworzył pod nazwą Sub System w duecie ze swoim przyjacielem Guyem Rabillerem. Używał też wielu innych pseudonimów, takich jak Deepside, LN'S, Modus Vivendi, Nuages i Soofle.

## Dyskografia

### Albumy
- 1995 Boulevard
- 1999 From Detroit to St. Germain, jako Ludovic Navarre
- 2000 Tourist
- 2002 Boulevard (New Version)
- 2002 Lounge (2CD)
- 2015 St Germain

### Single/EP
St. Germain
- 1993 "French Traxx EP"
- 1993 "Motherland EP"
- 1994 "Mezzotinto EP"
- 1995 "Alabama Blues"
- 1996 "Muse Q The Music" (z udziałem Shazz oraz Derek Bays)
- 1996 "Alabama Blues (Revisited)"
- 2000 "Sure Thing"
- 2000 "Rose Rouge"
- 2001 "Sure Thing Revisited"
- 2001 "Rose Rouge Revisited"
- 2001 "So Flute"
- 2002 "Chaos"
- 2004 "Mezzotinto EP" (ponowne wydanie)

Deepside/D.S.
- 1992 "Seclude EP" (z Guyem Rabillerem)
- 1992 "Deepside EP" (z Guyem Rabillerem)
- 1993 "Tolérance EP"
- 1994 "Volume 1 & 2", jako D.S.

Sub System
All produced with Guy Rabiller
- 1991 "Subhouse", jako Sub System (z Guyem Rabillerem)
- 1991 "J'Ai Peur", jako Sub System (z Guyem Rabillerem)
- 1991 "III", jako Sub System (z Guyem Rabillerem)

Inne pseudonimy
- 1993 "Nouveau EP", jako Soofle (z Shazz)
- 1993 "Paris EP", jako Choice (z Shazz i Laurentem Garnierem)
- 1993 "Modus Vivendi", jako Modus Vivendi
- 1993 "Inferno EP", jako LN'S (z Shazz)
- 1993 "The Ripost EP", jako Deep Contest (z DJ Deep)
- 1994 "Burning Trash Floor", jako Hexagone
- 1994 "Blanc EP", jako Nuages (z Shazz)
- 1997 "Paris EP" (re-release), jako Choice (z Shazz i Laurentem Garnierem)

(Ko-)produkcje z innymi artystami
- 1993 Orange - "Quarter EP"
- 1993 Shazz - "Lost Illusions"
- 1993 Laurent Garnier - "A Bout de Souffle EP"
- 1994 Shazz - "A View of Manhattan..."
- 1996 DJ Deep - "Signature"
- 2003 Soel - Memento

## Remiksy
- 1993 Aurora Borealis - "Aurora Borealis"
- 1993 Suburban Knight - "The Art of Stalking"
- 1994 Shazz - "Marathon Man"
- 1994 Red Nail feat. Noni - "Never"
- 1994 Kid Bravo - "Catch My Soul"
- 1995 Björk - "Isobel"
- 1997 Pierre Henry & Michel Colombier - "Jericho Jerk"
- 1999 Boy Gé Mendes - "Cumba Iétu"

Uwaga: St. Germain nie ma związku z serią albumów Saint-Germain-des-Prés Café.